# Lago Maínit
El lago Maínit es el cuarto lago más grande de Filipinas, que tiene una superficie de 173,40 km². El lago también es el lago más profundo del país, con una profundidad máxima que alcanza 223 metros. se encuentra en el noreste de Mindanao y es compartida entre las provincias de Surigao del Norte y Agusan del Norte.
El nombre del lago proviene de la palabra en cebuano mainit, que significa "caliente".